# خاچیک دومیکیان
خاچیک هوُسپی دومیکیان (ارمنی: Խաչիկ Հովսեփի Դումիկյան؛ زادهٔ ۸ مهٔ ۱۹۴۷) یک سیاستمدار اهل ارمنستان است که از تاریخ ۱۹۹۰ تا تاریخ ۱۹۹۹ سمت نمایندگی دوره‌های اول شورای عالی جمهوری ارمنستان و اول مجلس ملی جمهوری ارمنستان را برعهده داشت.

## زندگی‌نامه
در	۸ مهٔ ۱۹۴۷ در روستای متساوان به دنیا آمد و از دانشگاه ملی علوم کشاورزی ارمنستان فارغ‌التحصیل شد. 